# Impasse du Petit-Modèle
Impasse du Petit-Modèle är en återvändsgata i Quartier de la Salpêtrière i Paris trettonde arrondissement. Ursprunget till gatans namn är oklart. Impasse du Petit-Modèle börjar vid Avenue Stéphen-Pichon 19.

## Bilder
| - Gatuskylt. - Impasse du Petit-Modèle. - Notre-Dame-de-la-Gare. - Place d'Italie. |

## Omgivningar
- Notre-Dame-de-la-Gare
- Passage Vallet
- Place des Alpes
- Place d'Italie

## Kommunikationer
- Tunnelbana – linje  – Nationale
- Tunnelbana – linje  – Campo-Formio
- Busshållplats Les Alpes – Paris bussnät

### Webbkällor
- ”Impasse du Petit-Modèle”. Mairie de Paris. https://web.archive.org/web/20190905052252/http://www.v2asp.paris.fr/commun/v2asp/v2/nomenclature_voies/Voieactu/7288.nom.htm. Läst 12 oktober 2023.
- ”Impasse du Petit-Modèle (13ème arrondissement)”. Les rues de Paris. https://web.archive.org/web/20190929100539/http://www.parisrues.com/rues13/paris-13-impasse-du-petit-modele.html. Läst 12 oktober 2023.